# Full Circle (EP, Deadmau5)
Full Circle je EP kanadského interpreta elektronické taneční hudby, Deadmau5e.

## Seznam skladeb
| Pořadí         | Název                | Délka |
| -------------- | -------------------- | ----- |
| 1.             | Turning Point        | 7:00  |
| 2.             | Mr. G                | 5:21  |
| 3.             | 1981 (Adam K Remix)  | 6:05  |
| 4.             | 1891 (Minimal Remix) | 6:02  |
| 5.             | Cyclic Redundancy    | 6:33  |
| 6.             | Templar              | 6:19  |
| 7.             | Subvert              | 5:52  |
| Celková délka: | Celková délka:       | 43:12 |